# 手心手背
手心手背是一個簡單的徒手集體游戲。所有玩家圍在一起，以相同節奏喊口令「黑——白——配」或者「手心——手背」同時出手心或者手背，手型相同者為一組。如果全體一致則重猜。該游戲旨在將人群分爲兩組，經常作爲其他團體游戲的前奏。

## 名稱
該游戲也稱分曹、分班、黑白配、黑白猜、男生女生配等。